# Exochopyge spatulata
Exochopyge spatulata är en mångfotingart som beskrevs av Hoffman 2005. Exochopyge spatulata ingår i släktet Exochopyge och familjen Gomphodesmidae. Inga underarter finns listade i Catalogue of Life.